# Gare d'Alençon
La gare d'Alençon est une gare ferroviaire française de la ligne du Mans à Mézidon, située à proximité du centre de la ville d'Alençon, dans le département de l'Orne, en région Normandie.
L'embarcadère est mis en service en 1856 par la Compagnie des chemins de fer de l'Ouest. C'est désormais une gare de la Société nationale des chemins de fer français (SNCF), desservie par des trains TER Normandie et TER Pays de la Loire circulant entre Caen, Le Mans et Tours.

## Situation ferroviaire
Établie à 144 mètres d'altitude, la gare d'Alençon est située au point kilométrique (PK) 55,969 de la ligne du Mans à Mézidon, entre les gares ouvertes de La Hutte - Coulombiers (s'intercalent les gares fermées de Bourg-le-Roi et de Champfleur) et de Sées. Elle est séparée de cette dernière par la gare aujourd'hui fermée de Vingt-Hanaps.
Gare de bifurcation, elle est aussi l'origine, au PK 0,000, de la ligne d'Alençon à Condé-sur-Huisne, déclassée et transformée en voie verte depuis 2010, et de la ligne d'Alençon à Domfront, partiellement exploitée en trafic fret. Les premières gares sont celles de Semallé, en direction de Condé-sur-Huisne, et de Damigny, en direction de Domfront.

## Histoire

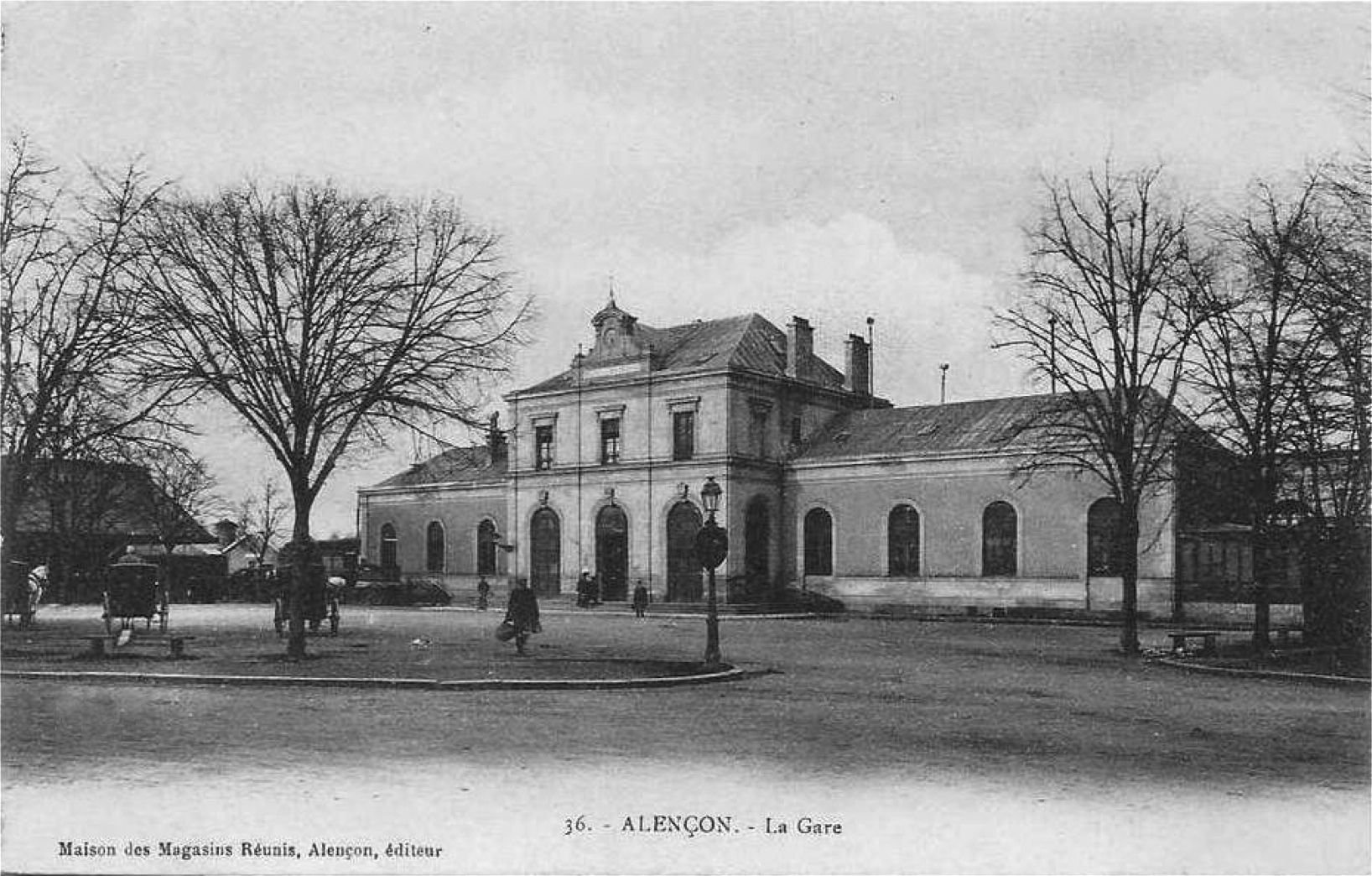
La place de la gare avec des voitures à cheval, en attente devant le bâtiment voyageurs vers 1900.

Alençon entre dans la jeune histoire des chemins de fer avec un arrêté pris en 1842 par le ministre des travaux publics. Cette information est publiée par le Journal des chemins de fer, dans son numéro du samedi 3 septembre 1842, qui précise qu'il y a deux projets à l'étude pour une ligne de Paris à Brest : l'une par Nantes et l'autre par Chartres, Alençon, Laval, Rennes et Pontivy. La loi du 26 juillet 1844 écarte le tracé par Nantes en finançant un premier tronçon de Versailles à Chartres, mais ne précise plus Alençon comme point de passage avant Laval. Le choix est maintenant entre Alençon et Le Mans, les édiles et soutiens des deux parties vont, selon Alain Champion, soutenir sans failles le tracé passant par leur ville, c'est finalement le passage par Le Mans qui est décidé à une voix de majorité par la commission parlementaire chargée de ce dossier. La loi du 21 juin 1846 précise le tracé de la ligne principale de l'Ouest : de Versailles à Rennes par Chartres, Le Mans et Laval, et ajoute en complément deux embranchements : de Chartres à Alençon et du Mans à Caen. Mais différents problèmes, notamment financiers, feront prendre du retard à la réalisation de la ligne de l'Ouest et ne permettront pas la réalisation des embranchements prévus, il faut attendre encore quelques années pour l'arrivée du chemin de fer à Alençon.
L'embarcadère d'Alençon est le terminus de la première section, de l'embranchement du Mans à Mézidon, mise en service par la Compagnie des chemins de fer de l'Ouest le 15 mars 1856. La section suivante, d'Alençon à Argentan, est mise en service le 1er février 1858. L'ensemble de la ligne est ouvert le 1er février 1859, avec la mise en service du dernier tronçon d'Argentan à Mézidon.
L'importance ferroviaire d'Alençon se renforce, avec la mise en service, le 6 mai 1873, de la ligne d'Alençon à Condé-sur-Huisne et, en 1881, l'ouverture d'une nouvelle ligne d'Alençon à Domfront mise en service par sections : le 15 septembre 1881 d'Alençon à Pré-en-Pail et le 15 septembre 1881 de Pré-en-Pail à Domfront.
Durant la Seconde Guerre mondiale la gare va subir plusieurs bombardements qui vont détruire les infrastructures et notamment son bâtiment voyageurs. Le 14 juin 1940 un bombardement de la Luftwaffe sur la gare et ses abords fait plus de trente victimes parmi les réfugiés présents. Les attaques suivantes seront les bombardements alliés de 1944. Le premier a lieu le 21 mai et cause deux blessés ainsi que des dégâts matériels touchant le bâtiment et plus de dix locomotives. Le 9 juin, c'est le tout le quartier de la gare qui est détruit par l'aviation anglo-américaine. Les 12 et 13 juillet la gare subit encore des attaques.
L'architecte Louis Arretche réalise des esquisses et un avant-projet pour une nouvelle gare en 1947 et 1948. L'inauguration de la nouvelle gare a lieu en 1960.
Le 13 juin 2010 a lieu l'inauguration de la voie verte qui remplace l'ancienne ligne d'Alençon à Condé-sur-Huisne. Le 27 octobre 2020 a lieu l'inauguration de celle qui remplace l'ancienne ligne d'Alençon à Domfront.
La rénovation de la gare, comprenant notamment l'accessibilité et la mise aux normes du bâtiment voyageurs et de son parvis, était programmée pour être réalisée entre 2012 et 2014.

## Service des voyageurs

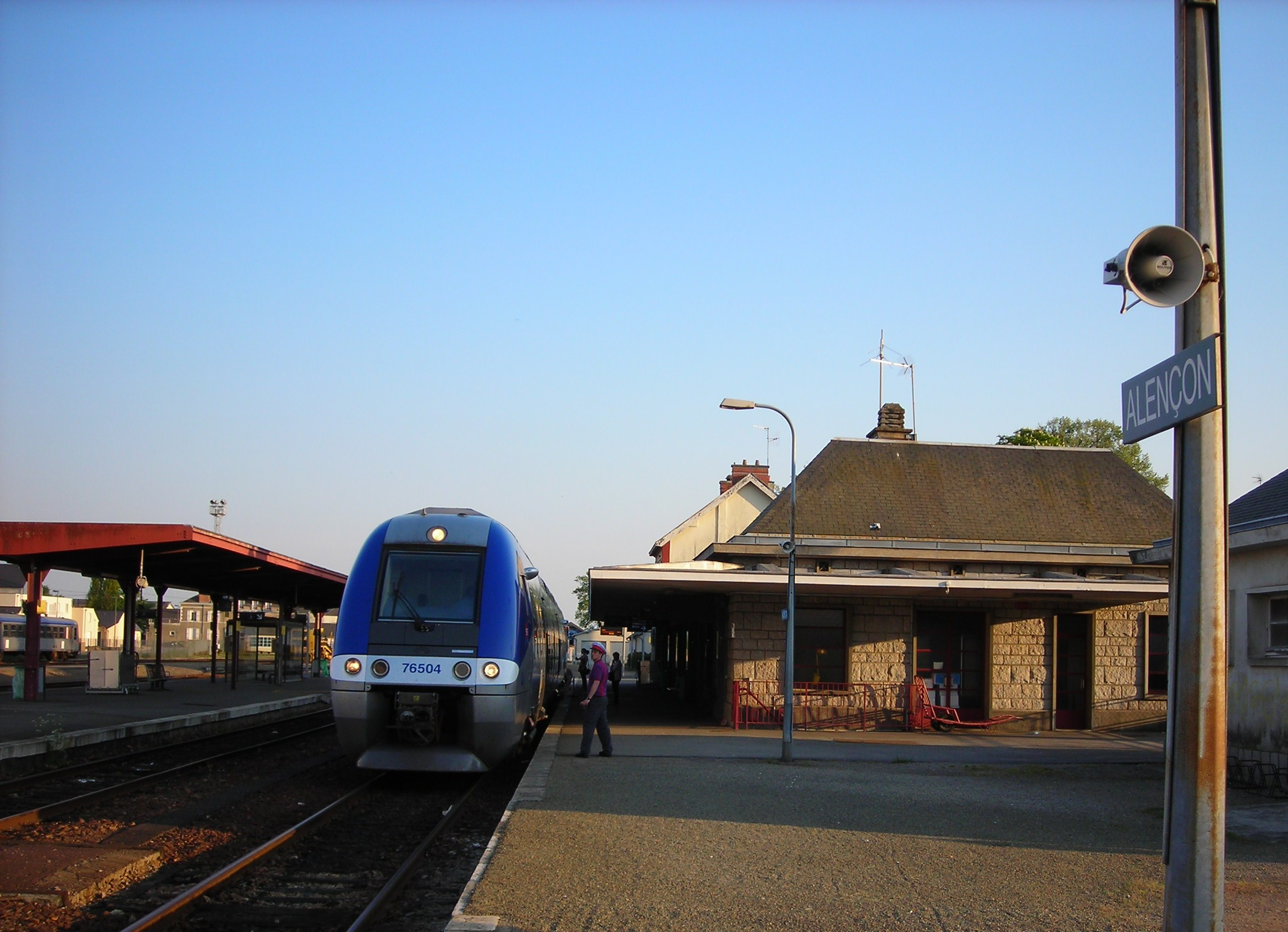
Rame TER X 76500 en gare.

### Accueil
La gare SNCF, dispose d'un bâtiment voyageurs ouvert tous les jours avec un guichet ouvert du lundi au vendredi. Elle est équipée d'un automate régional situé sur le quai 1, pour l'achat de billets pour un déplacement régional (hors services Krono +), et d'un automate national situé dans le bâtiment voyageurs à côté du guichet, permettant l'achat des billets nationaux et des lignes Krono +, étant soumises à réservation obligatoire. La gare est équipée aussi d'un espace presse Relay installé dans le hall. La gare comporte trois quais numérotés de 1 à 3, qui mesurent 279 m.

### Desserte
Alençon est desservie par des trains des réseaux TER Normandie et TER Pays de la Loire circulant entre Caen, Le Mans et Tours. Des cars permettent de relier la gare d'Alençon à celle de Surdon pour récupérer les trains de la ligne de Paris à Granville.

### Intermodalité
Des correspondances sont possibles avec les transports en commun routiers : les lignes 1 et 3 du réseau de bus Alto des transports urbains de la communauté urbaine d'Alençon ; les lignes 403, 404, 409, 415, 417 et 418 des bus du réseau interurbain de l'Orne ; et la ligne 210 des transports Interurbains de la Sarthe. La ligne Alto 1 assure une correspondance avec le centre-ville d'Alençon, toutes les 20 minutes du lundi au samedi et l'été de 7H à 20H.La ligne 3 assure une correspondance avec le centre-ville et le pôle universitaire de Damigny, toutes les 30 à 40 minutes du lundi au vendredi de 7h à 20h et toutes les heures le samedi et l'été de 7h à 20h .

## Service des marchandises
Cette gare est ouverte au service de fret (code gare : 444711). Elle est ouverte uniquement pour le trafic de trains de bois. Elle comporte par ailleurs des voies de service et de débords, la rendant ouverte au service infrastructure de la SNCF.